# Cressdnaviricota
Cressdnaviricota es un filo de virus de ADN del dominio Monodnaviria y reino Shotokuvirae que infectan eucariotas. Incluye 11 familias de virus de ADN monocatenario y dos están en revisión.

## Taxonomía
La taxonomía establecida por el ICTV es la siguiente:
- Filo Cressdnaviricota
  - Clase Repensiviricetes
    - Familia Geminiviridae
    - Familia Genomoviridae
    - Familia Geplanaviridae

  - Clase Arfiviricetes
    - Familia Bacilladnaviridae
    - Familia Redondoviridae
    - Familia Smacoviridae
    - Familia Naryaviridae
    - Familia Draupnirviridae
    - Familia Oomyviridae
    - Familia Pecoviridae
    - Orden Gerdzevirales
      - Familia Gandrviridae
      - Familia Ouroboviridae

    - Orden Saturnivirales
      - Familia Kanorauviridae
      - Familia Mahapunaviridae

    - Orden Rohanvirales
      - Familia Nenyaviridae
      - Familia Adamviridae
      - Familia Kirkoviridae

    - Orden Cirlivirales
      - Familia Circoviridae
      - Familia Vilyaviridae
      - Familia Endolinaviridae

    - Orden Mulpavirales
      - Familia Anicreviridae
      - Familia Amesuviridae
      - Familia Metaxyviridae
      - Familia Nanoviridae
      - Familia Alphasatellitidae[3]